# Morus insignis
Espèce
Morus insignis est une espèce de plantes dicotylédones de la famille des Moraceae, originaire du continent américain. Ce sont des arbres dioïques, de taille moyenne, à feuilles caduques.

## Synonymes
Selon The Plant List (27 juin 2019) :
- Morus marmolii Legname
- Morus peruviana Planchon ex Koidzumi
- Morus trianae J.-F. Leroy